# Takuo Okubo
Takuo Okubo (født 18. september 1989) er en japansk fodboldspiller.
Han har spillet for flere forskellige klubber i sin karriere, herunder Yokohama FC, JEF United Chiba, V-Varen Nagasaki og FC Tokyo.